# Anacréon (1754)
Anacréon (título original en francés; en español, Anacreonte) es una ópera en forma de acte de ballet en un acto con música de Jean-Philippe Rameau y libreto de Louis de Cahusac. Se estrenó el 23 de octubre de 1754 en Fontainebleau. La obra fue interpretada "con gran éxito".
Rameau también compuso otra ópera titulada Anacréon en 1757. Es también un acte de ballet presentando al poeta griego Anacreonte como protagonista, pero el libreto (de Pierre-Joseph Bernard) y la trama son totalmente diferentes.

## Argumento
En esta ópera, el antiguo poeta Anacreonte pretende que va a casar a su protegida Cloë. Ella está enamorada del joven Bathylle, también bajo la protección de Anacreonte. Al final, el poeta revela que él ha planeado casar a los jóvenes desde el principio.